# Bromeliaceae
{{automatic taxobox
| image = Pineapple1.JPG
| image_width = 250п
| image_caption = ананас
| taxon = Bromeliaceae
| authority = 
| subdivision_ranks = потфамилије
| subdivision = 
- -{Bromelioideae
- Pitcairnioideae
- Tillandsioideae}-

| range_map = WorldBromeliadDistribution.jpg
| range_map_width = 250п
| range_map_caption = ареал распрострањења фамилије
}}
Bromeliaceae (фамилија бромелија) је фамилија монокотиледоних скривеносеменица из реда Poales. Обухвата 57 родова са 1.400 врста (по неким ауторима, преко 2.900 врста). Ареал фамилије захвата (суп)тропске територије Јужне и Средње Америку, као и делове западне Африке и југа Северне Америке. Бројне врсте се узгајају и ван иницијалног ареала као украсне, кућне биљке (ехмеја, неорегелија, вријесеја). Само једна врста је комерцијално узгајана као воће — јестиви ананас (Ananas comosus). Поједине врсте (међу њима ананас) могу узроковати контактне алергије услед присуства алергена бромелаина.

## Опис
Биљке из фамилије бромелија су веома разнолике вишегодишње зељасте (веома ретко дрвенасте) биљке. Расту на тлу (попут ананаса) или, чешће, као подлогу користе стабла и гране других биљака (расту епифитски). Неке врсте (нпр. у роду Pitcairnia) су пењачице. Већина врста има розету листова, која код неких служи као резервоар воде (кишнице). Из овог резервоара, захваљујући посебним анатомским адаптацијама, бромелије могу упијати воду и минералне материје. Листови розете су често ишарани јарим бојама, а важни су и као станиште бројним животињама (попут паукова из фамилије Salticidae).
Цветови су хермафродитни, сакупљени у веома разнолике цвасти, са присуством брактеја (понекад јарко обојених). Чашични и крунични листићи се разликују, има их по 3. Прашници нису срасли са круничним листићима, има их 6, распоређених по 3 у два прстена, сви фертилни. Тучак је изграђен из три оплодна листића, а једног стубића са три одвојена жига. Присутне су нектарије на тучку.
Опрашивање се најчешће остварује преко инсеката (ентомофилне врсте), али су пристуни и примери орнитофилије (опрашивачи су колибри), хироптерофилије (опрашивачи су слепи мишеви) и анемофилије (опрашивање ветром, нпр. код рода Navia). Плод је чаура или бобица, семена су са ендоспермом у коме је присутан скроб.

## Галерија
- неорегелија, Neoregelia carolinae var. carolinae
- вријесеја,
- пуја,

## Систематика и филогенија фамилије
Фамилија Bromeliaceae се традиционално дели на три потфамилије (Bromelioideae, Pitcairnioideae, Tillandsioideae), али филогенетска истраживања указују на постојање 8 монофилетских група (клада):
1. род 
ова клада обухвата само један род са 21 врстом, распрострањење ових биљака је везано за висоравни Гијане
2. род 
и ова клада обухвата само један род везан за висоравни Гијане; укупно броји 43 врсте
3. 
обухвата 9 родова са 1015 врста, распрострањених широм ареала фамилије у Јужној Америци
4. род 
клада обухвата само један род са 51 врстом, распрострањење врста захвата крајњи север ареала фамилије — Тексас, Мексико и околне северне делове Средње Америке
5. 
ова клада обухвата 5 родова са 105 врста, распрострањених на висоравнима Гијане и североистоку Бразила; најбогатији врстама род је Navia
6. 
клада обухвата 6 родова са око 515 врста, распрострањених широм ареала фамилије, са врстом Pitcairnia feliciana која расте у западној Африци
7. род 
клада од једног рода, са 195 ксероморфних врста
8. Bromelioideae Burnett
најбројнија клада, обухвата 31 род са 722 врсте; широко распрострањена у оквиру ареала фамилије

### Списак родова
На основу списка у Vascular Plant Families and Genera (Brummitt 1992), фамилији припада 51 валидан род:
| - -{ Abromeitiella Mez - Acanthostachys Klotzsch - Aechmea Ruiz & Pav. - Ananas Mill. - Andrea Mez - Androlepis Brongn. ex Houllet - Araeococcus Brongn. - Ayensua L.B.Sm. - Billbergia Thunb. - Brewcaria L.B.Sm., Steyerm. & H.Rob. - Brocchinia Schult.f. - Bromelia L. - Canistrum E.Morren - Catopsis Griseb. - Connellia N.E.Br. - Cottendorfia Schult.f. - Cryptanthus Otto & A.Dietr. | - Deuterocohnia Mez - Disteganthus Lem. - Dyckia Schult.f. - Encholirium Mart. ex Schult.f. - Fascicularia Mez - Fernseea Baker - Fosterella L.B.Sm. - Glomeropitcairnia Mez - Greigia Regel - Guzmania Ruiz & Pav. - Hechtia Klotzsch - Hohenbergia Schult.f. - Hohenbergiopsis L.B.Sm. & Read - Lindmania Mez - Lymania Read - Mezobromelia L.B.Sm. - Navia Schult.f. | - Neoglaziovia Mez - Neoregelia L.B.Sm. - Nidularium Lem. - Ochagavia Phil. - Orthophytum Beer - Pitcairnia L'Her. - Portea K.Koch - Pseudaechmea L.B.Sm. & Read - Pseudananas Hassl. ex Harms - Puya Molina - Quesnelia Gaudich. - Ronnbergia E.Morren & Andre - Steyerbromelia L.B.Sm. - Streptocalyx Beer - Tillandsia L. - Vriesea Lindl. - Wittrockia Lindm.}- |

У другим публикацијама (Smith & Downs 1974, 1977, 1979; Luther 2002), придодати су и следећи родови као валидни:
- Alcantarea (E.Morren) Harms
- Canistropsis
- Deinacanthon Mez
- Edmundoa
- Pepinia
- Racinaea
- Ursulaea
- Werauhia J.R.Grant

Род Pepinia је након филогенетских истраживања „враћен” у оквире рода Pitcairnia L'Her. (Robinson & Taylor 1999).